# 3105 Stumpff
3105 Stumpff је астероид главног астероидног појаса са средњом удаљеношћу од Сунца која износи 2,261 астрономских јединица (АЈ).
Апсолутна магнитуда астероида је 13,1.